# Matthew Kellway
Matthew Kellway, né le 10 décembre 1964 à Hull au Québec, est un économiste et homme politique canadien. Il représente la circonscription de Beaches—East York à la Chambre des communes du Canada entre 2011 et 2015 sous la bannière du Nouveau Parti démocratique.